# Удінезе
Удінезе — італійський футбольний клуб із Удіне, заснований в 1896. Виступає в Серії А.
Основні кольори клубу чорно-білі. Домашні матчі проводить на стадіоні Фріулі, який вміщує 25,144.

## Історія
Клуб заснований у 1896 році. Спочатку його діяльністю була гімнастика і фехтування. Але потім у 1911 році він став футбольним та провів перший матч проти пальмановського «Ювентуса», який закінчився перемогою «Удінезе». Тільки но з'явилися перші футбольні чемпіонати, клуб одразу ж почав брати там участь.
У сезоні 1949/1950 команда пробилась до еліті італійського футболу. А через 5 років посіла 2 місце. Найкращі бомбардири того часу Лоренцо Беттіні і Арне Сельмоссон. Згодом команда знову повернулася у нижчі дивізіони. І ось через майже 20 років, у сезоні 1979/1980 повернулася до Серії А.
У сезоні 1986/1987 «Удінезе» вибув до Серії В. Там вони пробули до середини 90-их.
У 2001—2002 і в 2003—2005 роках тренером команди був Лучано Спаллетті. Команда вперше пройшла у Єврокубки. Спочатку це був Кубок УЄФА, а потім і Ліга Чемпіонів. Після того як тренер покинув клуб, гра пішла вниз. Після Спаллетті клуб спробували врятувати три тренери. Але в них нічого не вийшло. Та з приходом Маріано Паскуале команда взяла участь у Кубку УЄФА, де дійшла до чвертьфіналу. У сезоні 2010/2011 клуб повернувся до Ліги Чемпіонів, куди потрапив і у наступному сезоні. З цих сезонів неймовірні результати став показувати Антоніо Ді Натале. Згодом клуб втратив свою силу і почав боротися за виживання в еліті.

## Склад команди
Станом на 15 серпня 2024
| №  | Поз. | Нац.        | Гравець                        |
| -- | ---- | ----------- | ------------------------------ |
| 1  | ВР   | Італія      | Марко Сільвестрі               |
| 2  | ЗХ   | Ірландія    | Фесті Ебоселе                  |
| 3  | ЗХ   | Португалія  | Гонсалу Естевеш                |
| 4  | ЗХ   | Ірландія    | Джеймс Абанква                 |
| 5  | ПЗ   | Аргентина   | Мартін Паєро                   |
| 6  | ПЗ   | Іспанія     | Оєр Саррага                    |
| 7  | НП   | Чилі        | Алексіс Санчес                 |
| 8  | ПЗ   | Словенія    | Санді Ловрич                   |
| 9  | НП   | Англія      | Кінан Девіс                    |
| 10 | НП   | Франція     | Флоріан Товен                  |
| 11 | ЗХ   | Кот-д'Івуар | Хассан Камара                  |
| 14 | ПЗ   | Франція     | Артур Атта (в оренді з «Меца») |
| 15 | ЗХ   | Португалія  | Леонардо Бута                  |
| 16 | ЗХ   | Німеччина   | Маттео Пальма                  |
| 17 | НП   | Італія      | Лоренцо Лукка                  |
| 18 | ЗХ   | Аргентина   | Неуен Перес                    |
| 19 | ЗХ   | Нідерланди  | Кінгслі Егізібуе               |
| 20 | НП   | Португалія  | Вівалду Семеду                 |
| 21 | НП   | Іспанія     | Ікер Браво                     |

| №  | Поз. | Нац.       | Гравець                  |
| -- | ---- | ---------- | ------------------------ |
| 22 | НП   | Бразилія   | Бреннер                  |
| 23 | ЗХ   | Камерун    | Енцо Ебосс               |
| 24 | ПЗ   | Сербія     | Лазар Самарджич          |
| 25 | ПЗ   | Швеція     | Єспер Карльстрем         |
| 26 | ПЗ   | Португалія | Домінгуш Кіна            |
| 27 | ЗХ   | Бельгія    | Крістіан Кабаселе        |
| 28 | ЗХ   | Франція    | Умар Соле                |
| 29 | ЗХ   | Словенія   | Яка Бійол                |
| 30 | ЗХ   | Аргентина  | Лаутаро Джанетті         |
| 31 | ЗХ   | Данія      | Томас Тьєссон Крістенсен |
| 33 | ЗХ   | Зімбабве   | Джордан Земура           |
| 34 | НП   | Бельгія    | Секу Діаварра            |
| 37 | ЗХ   | Франція    | Аксель Гессан            |
| 40 | ВР   | Нігерія    | Мадука Окоє              |
| 66 | ВР   | Італія     | Єдоардо Піана            |
| 79 | ПЗ   | Словенія   | Давид Пеїчич             |
| 90 | ВР   | Румунія    | Резван Сава              |
| 93 | ВР   | Італія     | Даніеле Паделлі          |
| 99 | НП   | Чилі       | Даміан Пісарро           |

## Досягнення

### Національні
- Срібний призер Серії А: 1954/1955
- Бронзовий призер Серії А: 1997/1998, 2011/2012

- Переможці Серії В: 1924/1925, 1955/1956, 1978/1979

- Переможці Серії С: 1929/1930, 1948/1949, 1977/1978

- Фіналісти Кубка Італії: 1921/1922

- Переможці Кубку Серії С: 1977/1978

### Міжнародні
- Кубок Інтертото: 1
  - 2000

- Кубок Мітропи: 1
  - 1980

- Англо-італійський кубок: 1
  - 1978

## Відомі гравці

### Італійці

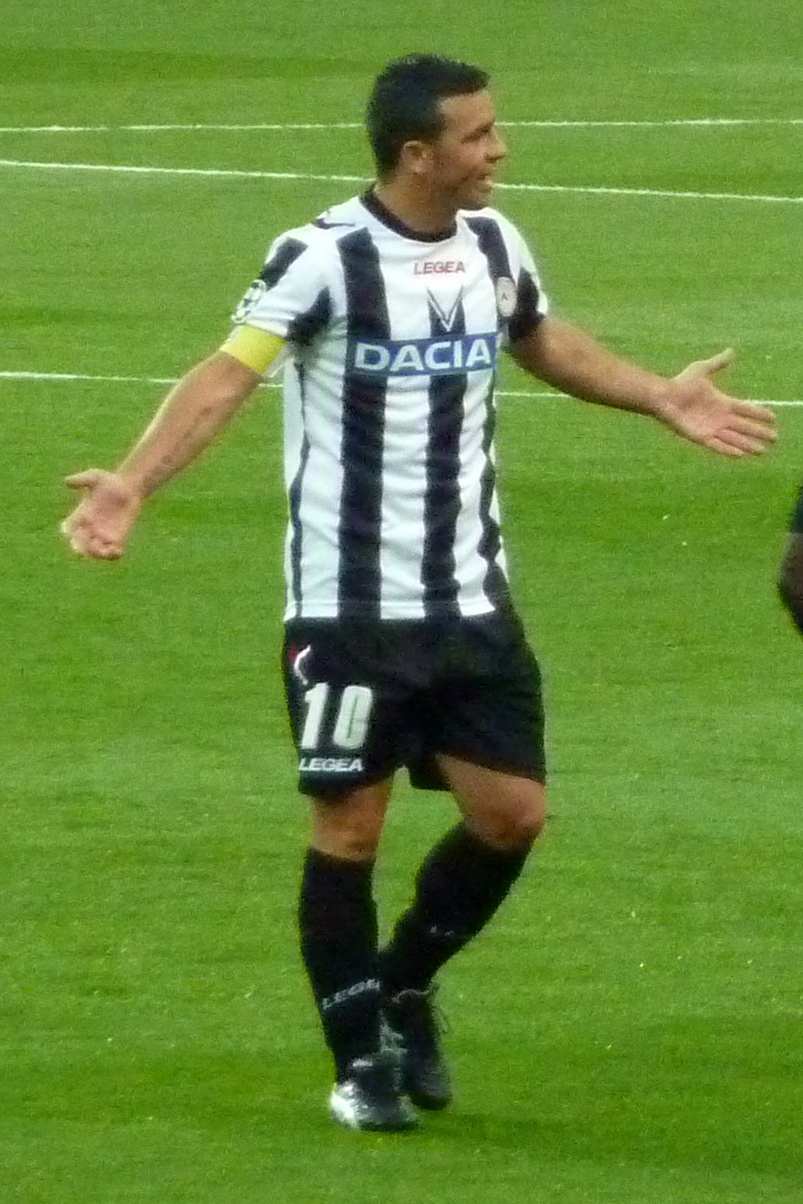
Один з найкращих гравців в історії клубу - Антоніо Ді Натале.

- Діно Дзофф
- Марко Бранка
- Стефано Фіоре
- Морган Де Санктіс
- Антоніо Ді Натале
- Фабіо Квальярелла
- Роберто Муцці

##### Переможці чемпіонатів світу в складі команди
- Франко Каузіо (1982)
- Вінченцо Яквінта (2006)

### Європа

##### Швеція
- Арне Сельмоссон
- Генок Гойтом
- Матіас Ранегі
- Мелкер Халльберг

##### Німеччина

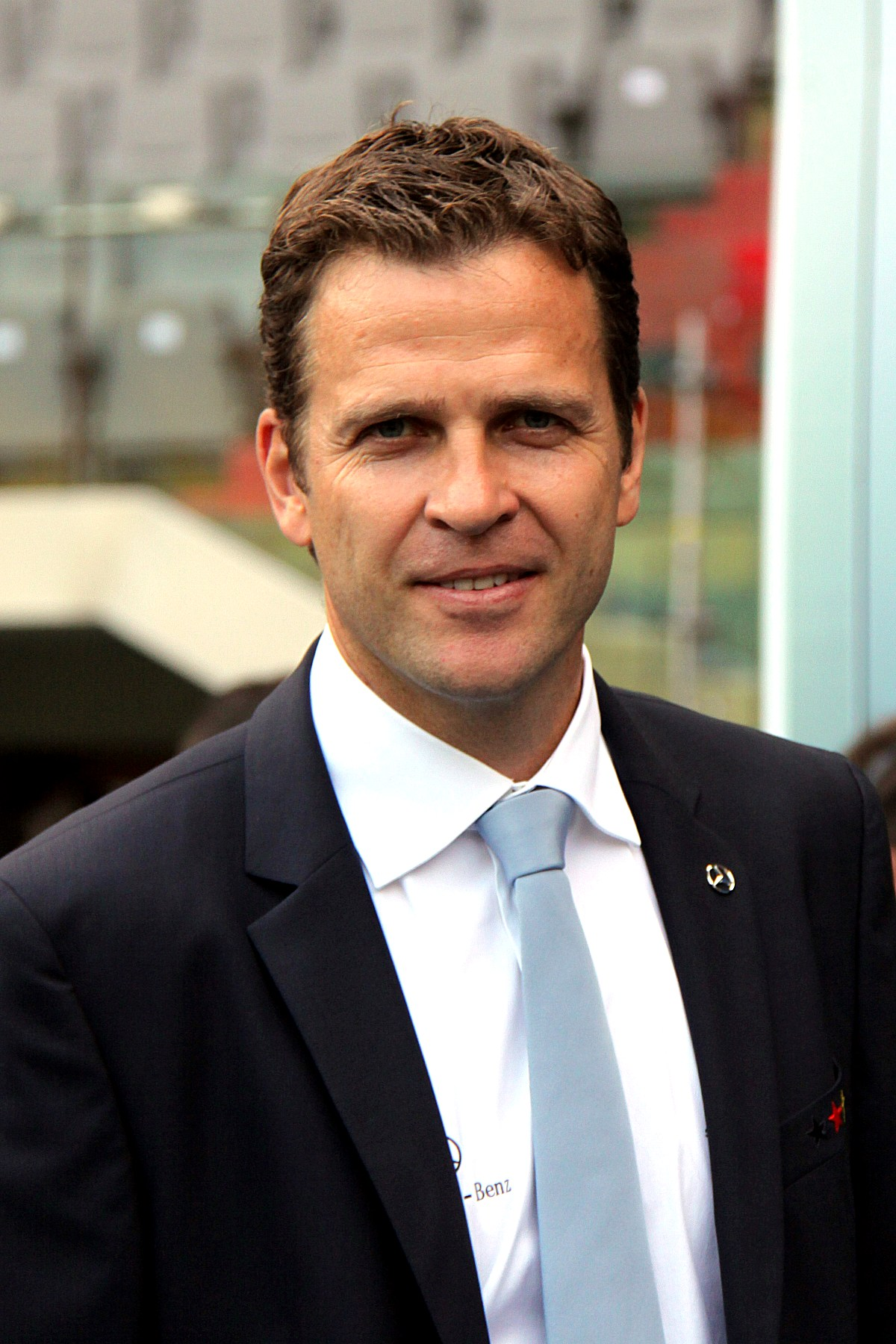
Олівер Біргоф

- Олівер Біргофф
- Карстен Янкер

##### Данія
- Мортен Бісгор
- Мартін Йоргенсен
- Томас Хельвег

##### Чехія

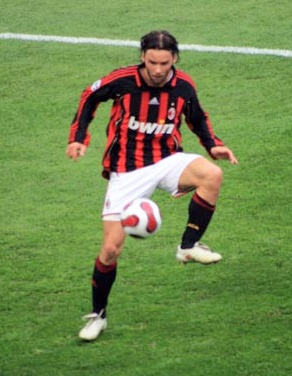
Марек Янкуловський

- Марек Янкуловський

##### Франція
- Венсан Кандела

##### Польща
- Марек Козьмінський

##### Швейцарія
- Гекхан Інлер

### Південна Америка

##### Чилі
- Давід Пісарро
- Алексіс Санчес
- Маурісіо Ісла

##### Аргентина
- Абель Бальбо
- Даніель Бертоні
- Маурісіо Пінеда
- Роберто Сенсіні

##### Бразилія
- Зіку
- Марсіо Аморозо